# Севдет, Догер
Доге́р Севде́т (распространённое в русскоязычных источниках неправильное написание, правильно Дёгер Джевдет, тур. Döger Cevdet, псевдонимы Абдулла Курд, Курд, Салауддин; предположительно 20 апреля 1977 — 2 мая 2011) — курдский исламист, один из участников террористического движения на Северном Кавказе, лидер бандитского формирования, заместитель известного эмиссара «Аль-Каиды» Муханнада, его преемник.

## Биография
Об Абдулле известно немного. По национальности курд. Существует также версия, что он был выходцем из проживающей в Турции чеченской диаспоры. Уроженец Турции, рост 170—173 см, разговаривал на курдском, арабском и английском, знал азербайджанский, неплохо говорил на русском. На родине работал преподавателем истории. Входил в группу Абу Хафса. Являлся одним из духовных лидеров. На территорию Чеченской республики он прибыл в конце 1990-х годов (по данным ФСБ России в 1991 году). Входил там в отряды арабских наёмников под командованием Хаттаба, Абу аль-Валида, Абу Хафса. Впрочем, сведения о жизни Догера до начала Второй чеченской войны противоречивы. Так, по данным турецких СМИ, код изъятого у него после смерти турецкого паспорта оказался поддельным. Кроме того, если Догер, как утверждает ФСБ, прибыл в Чечню в 1991 году, то, учитывая 1977 год рождения, ему на тот момент должно было быть лишь 14 лет.
Принимал непосредственное участие в планировании и организации крупных терактов, убийствах мирных жителей и сотрудников правоохранительных органов. После уничтожения в конце 2006 года Абу Хафса стал заместителем его преемника Муханнада. После уничтожения самого Муханнада 21 апреля 2011 года стал главным координатором структур международного терроризма на Северном Кавказе.
Во второй половине дня 2 мая 2011 года в горах в 10 км от села Хатуни Веденского района Чечни во время проведения разведывательно-поисковых мероприятий УФСБ РФ по Чеченской Республике и Внутренних войск МВД России произошла перестрелка с бандитской группой. Двоих боевиков удалось уничтожить. Рамзан Кадыров сообщил: «В ходе проведения спецоперации в Веденском районе в горах, расположенных в 10 км от Хатуни, минувшим вечером уничтожены два боевика. Один из них следственно-оперативной группой опознан как бандглаварь с радиопозывным „Салауддин“».
4 мая 2011 года официально было сообщено, что этот ликвидированный боевик оказался главным координатором «Аль-Каиды» после смерти Муханнада. Национальный антитеррористический комитет также официально подтвердил факт ликвидации Абдуллы Курда.
Вооружённое подполье также признало гибель Севдета.